# Licuala flabellum
Licuala flabellum är en enhjärtbladig växtart som beskrevs av Carl Friedrich Philipp von Martius. Licuala flabellum ingår i släktet Licuala och familjen Arecaceae.
Artens utbredningsområde är Sulawesi. Inga underarter finns listade i Catalogue of Life.